# Opius maculimembris
Opius maculimembris är en stekelart som beskrevs av Vladimir Ivanovich Tobias 2000. Opius maculimembris ingår i släktet Opius och familjen bracksteklar. Inga underarter finns listade i Catalogue of Life.